# Dumitru Stajilă
Dumitru Stajilă (Tiraspol, 2 agosto 1991) è un calciatore moldavo, portiere dell'Alga Biškek.

## Palmarès

### Club

#### Competizioni internazionali
- Coppa dei Campioni della CSI: 1

Sheriff Tiraspol: 2009

#### Competizioni nazionali
- Campionato moldavo: 4

Sheriff Tiraspol: 2009-2010, 2011-2012, 2012-2013, 2015-2016
- Coppa di Moldavia: 1

Sheriff Tiraspol: 2009-2010
- Supercoppa di Moldavia: 2

Sheriff Tiraspol: 2013, 2015